# Pristurus phillipsii
Espèce
Pristurus phillipsii est une espèce de geckos de la famille des Sphaerodactylidae.

## Répartition
Cette espèce se rencontre en Somalie et en Éthiopie.

## Étymologie
Cette espèce est nommée en l'honneur d'Ethelbert Lort Phillips.

## Publication originale
- Boulenger, 1895 : On the reptiles and batrachians obtained by Mr. E. Lort-Phillips in Somaliland. Annals and Magazine of Natural History, sér. 6, vol. 16, p. 165-169 (texte intégral).